# Michał Waszyński
Michał Waszyński, né Mosze Waks le 29 septembre 1904 à Kovel en Volhynie (Empire russe aujourd'hui Ukraine), et mort le 20 février 1965 à Madrid, est un acteur, scénariste, réalisateur et producteur de cinéma polonais. 

## Biographie
Né Mosze Waks dans une modeste famille juive de Kovel, puis jeune étudiant de yeshiva, Waszyński  quitte, à l'âge de 18 ans, la Volhynie et s'installe à Varsovie où il adopte le nom en Michał Waszyński et se convertit au catholicisme sur le conseil du réalisateur Wiktor Biegański qui l'engage comme acteur dans son film Zazdrość (Jalousie). La rencontre de Waszyński avec Aleksander Hertz, le fondateur et directeur du plus grand studio polonais Sfinks, donnera un coup d’accélérateur à sa carrière et Waszyński devient bientôt assistant des réalisateurs les plus importants du cinéma polonais de cette période : Ryszard Ordyński, Józef Lejtes, Henryk Szaro. À 25 ans, il passe lui-même à la réalisation et sort son premier long-métrage Sous le drapeau de l'amour qui rencontre un certain succès commercial.
Dans les années 1930, Waszyński réalise près d'une quarantaine de films, soit le quart de tous les films réalisés à cette époque en Pologne. 
S'il ne jouit pas de la meilleure réputation auprès des critiques de cinéma et n'affiche pas de grandes ambitions artistiques, Waszyński connait un grand succès populaire. Il réalise jusqu'à sept films par an, tournés chacun en seulement 2-3 semaines, surtout des comédies et des mélodrames dans lesquels se produisent les grandes stars du cinéma polonais d'avant-guerre: Jadwiga Smosarska, Adolf Dymsza, Eugeniusz Bodo ou Kazimierz Junosza-Stępowski.
Cependant, il reste sans doute le plus connu pour son Le Dibbouk réalisé en 1937, qui est considéré comme un des plus beaux films en langue yiddish, monument de la riche vie culturelle de la communauté juive d’Europe centrale avant la Shoah.
Le 1er septembre 1939, lorsque éclate la Seconde Guerre mondiale, Waszyński se trouve à Lwów. Les autorités soviétiques qui s'emparent de la ville en vertu du pacte germano-soviétique le déportent en Sibérie. En 1941, il réussit à rejoindre l'armée Anders lorsque, après l'agression allemande contre l'Union soviétique, Staline décide de changer de camp et d'amnistier les Polonais déportés. En tant que soldat du Deuxième corps polonais dirigé par le général Anders et membre de l'équipe de cinéma de l'armée polonaise, Waszyński filme l’odyssée de cette unité à travers l'Asie, puis le Moyen-Orient, la Palestine mandataire, l'Égypte jusqu'à la bataille de Monte Cassino et la libération de l'Italie. Ces séquences documentaires authentiques se trouveront ensuite dans le long métrage La grande route monté par Waszyński en Italie juste après la guerre et dans lequel apparaissent Jadwiga Andrzejewska et Irena Anders, la femme du général, elle-même. Ce sera le dernier film de la Pologne non communiste.
Après la Seconde Guerre mondiale, Michał Waszyński reste en Italie et épouse en 1946 la vieillissante comtesse Maria Dolores Tarantini qui l'introduit au sein de l'aristocratie italienne et meurt rapidement en lui léguant ses richesses. Désormais, Waszyński, qui n'en est pas à sa première bio réinventée, se présentera comme un prince polonais à qui le régime communiste aurait pris toute sa fortune. Il tourne en Italie avec Anna Magnani, Vittorio De Sica et Gino Cervi, alors que son amitié avec Samuel Broston, neveu de Léon Trotski, lui ouvre les portes du grand cinéma américain qui délocalise en Europe à cette époque. Waszyński, alias Mike, devient un guide pour les producteurs américains. Il est assistant d'Orson Welles sur Othello (1951), travaille en tant que directeur artistique pour Mervyn LeRoy sur Quo Vadis (1951) et William Wyler sur Vacance romaines (1953). Il est directeur de casting de Joseph Mankiewicz pour La Comtesse aux pieds nus (1954) et de Robert Rossen pour Alexandre le Grand (1956). 
Waszyński et Bronston deviennent directeurs associés du studio à Las Rozas dans l'Espagne du général Franco, où sont tournées des super-productions américaines à gros budget : Le Cid d'Anthony Mann (1961) ou encore Le Roi des rois de Nicholas Ray(1961) dont Waszyński est producteur. Il produit aussi Un Américain bien tranquille de Mankiewicz (1958), Les 55 Jours de Pékin (1963), La Chute de l'Empire romain de Anthony Mann (1964) et Le Plus Grand Cirque du monde de Henry Hathaway (1964).  
Waszyński se présente comme découvreur de Sophia Loren et d'Audrey Hepburn.  
Il meurt d'une crise cardiaque en février 1965 à Madrid, et est enterré à Rome.

## Filmographie
- 1929 : Pod banderą miłości (pl)

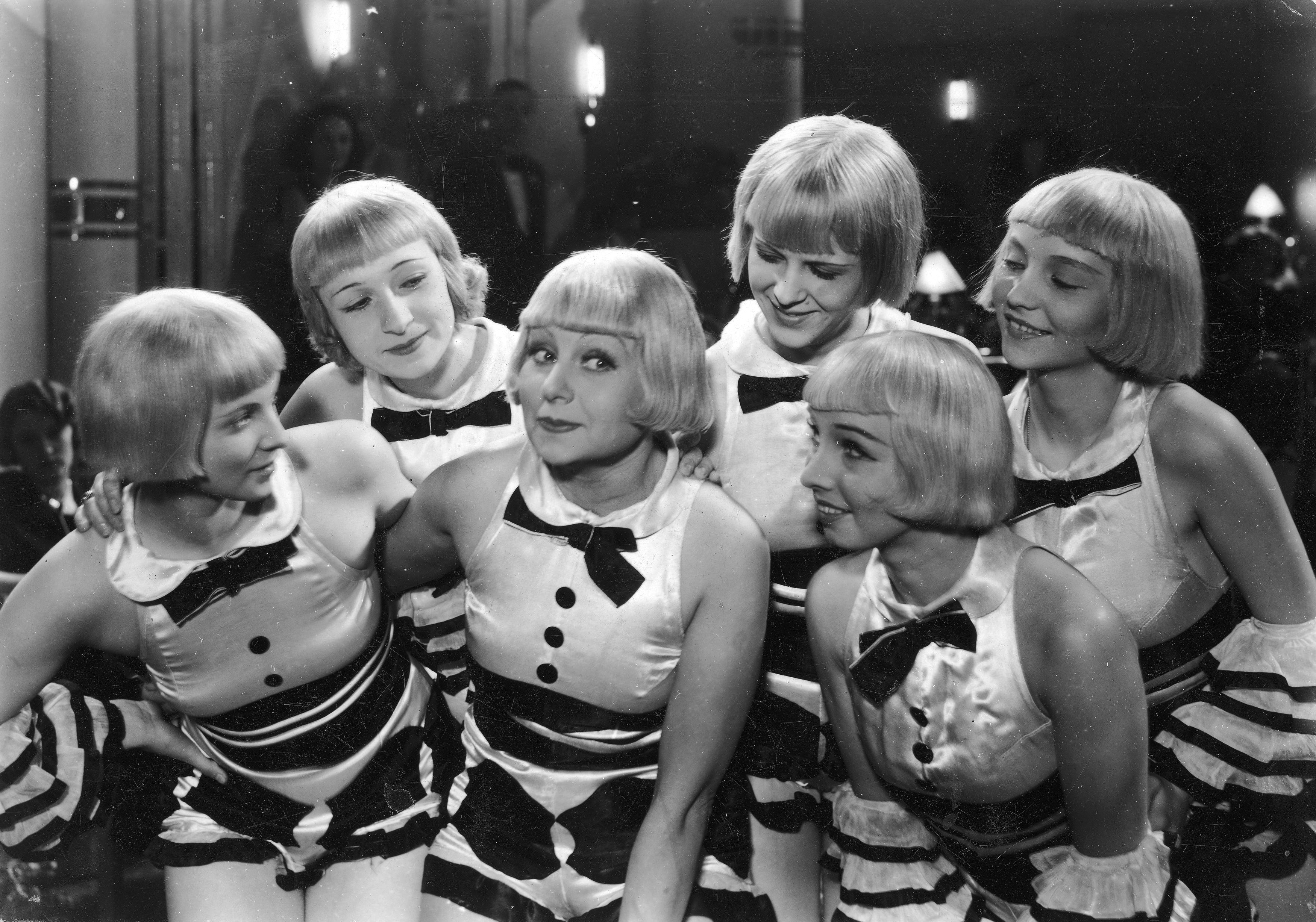
Le Jouet (Zabawka, 1933).

- 1930 : Rhapsodie d'amour (pl) (Kult ciała) d'après le roman de Mieczysław Srokowski
- 1930 : Bas-fonds (Niebezpieczny romans) d'après le roman La Fortune du caissier d'Andrzej Strug,
- 1931 : Uwiedziona (pl)
- 1932 : Les Héros sans nom (pl) (Bezimienni bohaterowie)
- 1932 : La Voix du désert (pl) (Głos pustyni) d'après le roman de Ferdynand Antoni Ossendowski
- 1932 : Cent Mètres d'amour (pl) (Sto metrów miłości)
- 1933 : Jego ekscelencja subiekt (pl)
- 1933 : Dwanaście krzeseł (pl) d'après le roman Douze Chaises d'Ilia Ilf et Evguéni Pétrov
- 1933 : Prokurator Alicja Horn (pl) d'après le roman Madame le procureur Alicja Horn de Tadeusz Dołęga-Mostowicz
- 1933 : Le Jouet (pl) (Zabawka)
- 1934 : Co mój mąż robi w nocy
- 1934 : Parada rezerwistów
- 1934 : Le Chanteur de Varsovie (Pieśniarz Warszawy)
- 1934 : Aimer, chérir, estimer (pl) (Kocha, lubi, szanuje)
- 1934 : Czarna perła
- 1935 : Antek policmajster
- 1935 : ABC miłości
- 1935 : Jaśnie pan szofer
- 1935 : Wacuś
- 1935 : Panienka z poste restante
- 1935 : Nie miała baba kłopotu
- 1936 : Bolek i Lolek
- 1936 : Będzie lepiej
- 1936 : 30 karatów szczęścia
- 1936 : Dodek au front (pl) (Dodek na froncie)
- 1936 : Bohaterowie Sybiru
- 1936 : Papa się żeni
- 1937 : Le Rebouteux (Znachor) d'après le roman Tadeusz Dołęga-Mostowicz
- 1937 : Le Dibbouk (Der Dybbuk) d'après une pièce de Shalom Anski lui-même inspiré du folklore juif
- 1938 : Rena
- 1938 : Kobiety nad przepaścią
- 1938 : Druga młodość
- 1938 : Ostatnia brygada
- 1938 : Professeur Wilczur (pl) (Profesor Wilczur)
- 1938 : Gehenna
- 1938 : Serce matki
- 1939 : Włóczegi
- 1939 : U kresu drogi
- 1939 : Les Trois Cœurs (pl) (Trzy serca)
- 1942 : Od pobudki do capstrzyku - court métrage documentaire
- 1942 : Marsz do wolności - court métrage documentaire
- 1942 : Kronika wojenna nr 1 - court métrage documentaire
- 1943 : Polska parada - court métrage documentaire
- 1943 : Pobyt generała Władysława Sikorskiego na Środkowym Wschodzie court métrage documentaire
- 1943 : Dzieci court métrage documentaire
- 1944 : Mp. Adama i Ewy - court métrage
- 1944 : La bataille de Monte Cassino, court métrage documentaire
- 1946 : La bête se réveille (Lo sconosciuto di San Marino), coréalisé avec Vittorio Cottafavi
- 1947 : Fiamme sul mare, coréalisé avec Vittorio Cottafavi
- 1948 : La grande strada (Wielka droga), coréalisé avec Vittorio Cottafavi
- 1949 : Les Aventures de Guillaume Tell (Guglielmo Tell), coréalisé avec Giorgio Pàstina